# Puntius oligolepis
Puntius oligolepis е вид тропическа сладководна риба от семейство Шаранови. Обитава поточета, реки и езера в Суматра, Индонезия, и предпочитат вода с рН 6-6,5, твърдост 10 DGH и температура около 20-24 °C.

## Описание
Възрастните мъжки екземпляри имат червени перки с черни връхчета. На дължина достигат до максимум 5 cm.

## Хранене
Хранят се с малки червеи, ракообразни, насекоми и растения.